# Efroszina Kovacseva
Efroszina Kovacseva (Kazanlak, 1965. szeptember 26. –) válogatott bolgár labdarúgó, csatár.

## Pályafutása
1993 és 1995 között a László Kórház csapatával két bajnoki címet szerzett. Az 1995–96-os idényben a Femina játékosa volt és itt is bajnok lett a csapattal, de visszatért a László Kórházhoz, ahol további három bajnoki címet szerzett az együttessel. 2001–02-ben a Renova labdarúgója volt, majd az Íris SC, a Hungária Viktória csapatában szerepelt. Az aktív nagypályás labdarúgást a László Kórház csapatában fejezte be. 2005 és 2012 között az Univerzum együttesében futsalozott.
A bolgár válogatottban pályára lépett az 1995-ös Európa-bajnokság selejtező mérkőzésein, melyeken Litvánia ellen győztes találatot szerzett.

## Sikerei, díjai
- Magyar bajnokság
  - bajnok: 1993–94, 1994–95, 1995–96, 1997–98, 1998–99, 1999–00
- Magyar kupa
  - győztes: 1996, 1998, 1999, 2000
- Magyar szuperkupa
  - győztes: 1998, 1999, 2000